# 자티
자티(산스크리트어: जाति) 또는 쟈티는 브라만-크샤트리아-바이샤-수드라로 구성되던 카스트 제도의 하위 분류로서 특정 지역을 중심으로 각 직업과 혈연을 기반으로 하는 카스트에 소속된 혈족 공동체를 말한다. 본래 카스트 제도는 인간을 귀천의 순서에 따라서 브라만, 크샤트리아, 바이샤, 수드라의 4계급으로 구별했지만,  사회의 직능 분화로 인한 경제적 요인, 혈통 존중의 관념이나 정(淨)·부정(不淨)의 관념, 혼혈·이주·정복·언어나 생활 습관의 차이에 따라 각 계급에 소속된 사람들 사이에 복잡한 카스트 집단에의 분화가 발생하였고, 이때 자신들이 소속된 카스트에 속하는 직업을 대대로 세습하는 혈족 공동체들이 오늘날의 자티 공동체들로 발전하게 되었다.

## 목록

### 브라만자티
- 사라스바트
- 바훈

### 크샤트리아자티
- 라지푸트
- 마라타
- 야다브
- 샤캬
- 푸리

### 바이샤자티
- 아그라하리
- 바란왈
- 바니아

### 수드라자티
- 돔바
- 카티크

## 같이 보기
- 카스트